# Bilby de Pâques
Le bilby de Pâques (en anglais : Easter Bilby) est une alternative australienne au lapin de Pâques, destinée à promouvoir la sensibilisation à la protection et à la conservation du Bilby (Macrotis lagotis), un marsupial indigène menacé de disparition.

## Origine

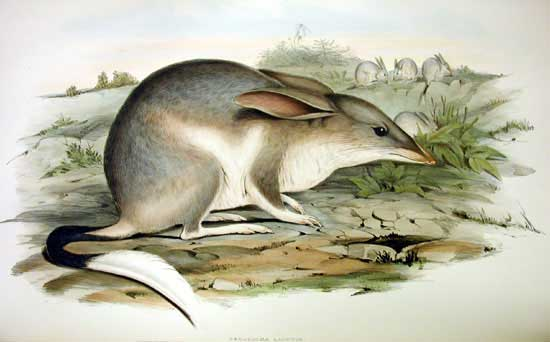
Un bilby, illustration de John Gould (1863).

Afin de récolter des fonds et d'accroître la sensibilisation aux efforts de conservation consacrés au bilby, des bilbies en chocolat et des produits similaires sont vendus dans de nombreux magasins à travers l'Australie comme une alternative au lapin de Pâques.
La première mention documentée du Bilby de Pâques date de mars 1968, lorsque Rose-Marie Dusting, âgée de 9 ans, écrit une histoire intitulée Billy The Aussie Easter Bilby, (« Billy le bilby de Pâques »), publiée onze ans plus tard. L'histoire aide alors à catalyser l'intérêt du public à la protection du bilby.
En 1991, Nicolas Newland, de la Foundation for Rabbit-Free Australia, développe également l'idée du Bilby de Pâques comme outil de sensibilisation aux dommages à l'environnement provoqués par les lapins sauvages, et afin d'éveiller les consciences à la protection d'un animal indigène à la faune locale.

## Fonds récoltés

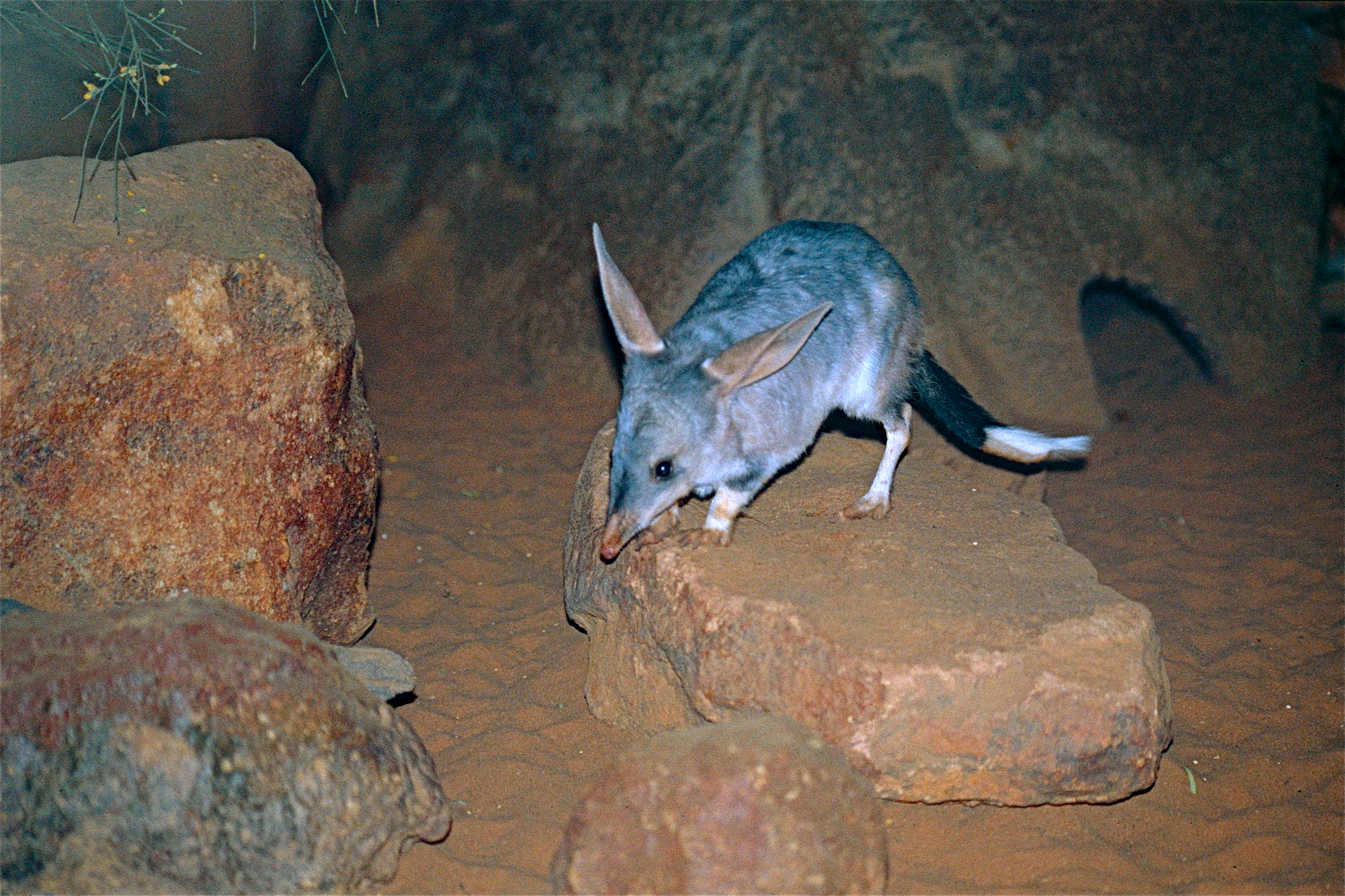
Macrotis lagotis au Parc safari David Fleay

Les premiers bilbies de Pâques en chocolat sont vendus au Warrawong Sanctuary (en), alors détenu par Jean Wamsley.
Une partie des revenus de la vente de chocolats est reversée à des associations de sauvegarde des bilbies. Par exemple, en 2014, l'entreprise Pink Lady a donné 30 cents pour chaque grand bilby de Pâques vendu et un dollar pour chaque paquet de dix. La société Fyna Foods reverse 20 cents sur chaque chocolat représentant un animal de la faune australienne, incluant le bilby, représentant en 2015 un don de 33 000 dollars. Jusqu'à la fermeture de ses magasins en 2012, la marque Darrell Lea faisait un don annuel d'environ 60 000 dollars au Save the Bilby Fund avec la vente de bilbies de Pâques.

## Culture populaire
Irena Sibley a publié trois livres portant sur le Bilby de Pâques entre 1994 et 2000, dont le best-seller The Bilbies' First Easter, publié par Sylver Gum Press en 1994.
En 1993, Jeni Bright a publié Burra Nimu, the Easter Bilby (« Burra Nimu, le Bilby de Pâques »), illustré par Janet Selby.